# Myonia quadricolor
Myonia quadricolor är en fjärilsart som beskrevs av Walker 1856. Myonia quadricolor ingår i släktet Myonia och familjen tandspinnare. Inga underarter finns listade i Catalogue of Life.